# Ruimtelijk inzicht
Ruimtelijk inzicht is een mentale vaardigheid die bij ieder mens of dier in aanleg aanwezig is. Deze vaardigheid dient om zich te kunnen oriënteren en positioneren in een ruimtelijke leefomgeving, die min of meer complex is. De mate waarin deze vaardigheid ontwikkeld is, biedt een diersoort een grotere kans op evolutionair succes: het zich in stand houden en zich uitbreiden van de soort.

Ruimtelijk voorstellingsvermogen is het hiermee grotendeels overlappende vermogen zich iets in drie dimensies voor te stellen of te visualiseren, waarvan men alleen een verbale beschrijving, en/of een twee-dimensionale werktekening heeft. 

RVV - ruimtelijk voorstellingsvermogen - wordt getest in de meeste algemene intelligentietests.

## Ruimtelijke informatie
Ruimtelijk inzicht kan in verschillende gradaties ontwikkeld zijn of worden. Met dit inzicht kan men zich bewust of onbewust inleven in een gegeven ruimte op basis van beperkte informatie: 
- informatie die deels al in het geheugen aanwezig is door vroegere waarnemingen of een leerproces
- en bijkomende informatie die zich op het moment van omgaan met die ruimte aandient.

De informatie betreft in ieder geval  de drie ruimtelijke dimensies: hoogte, breedte en lengte.
Maar er zijn verdere complicaties mogelijk. Zo kan men een ruimte in de verbeelding halen waarin men zelf op dat ogenblik niet verblijft. Ienand met een goed ruimtelijk inzicht en een voldoende ontwikkelde verbeeldingskracht zal zich de beschouwde ruimte met relatief veel  details en attributen kunnen voorstellen, het kenmerk van ruimtelijk voorstellingsvermogen. 
Verdere factoren zijn de bewegingen van objecten binnen die ruimte: hun snelheid, versnelling, draaihoek, draaisnelheid, klimsnelheid, plus de extrapolatie van dergelijke bewegingen van verschillende objecten onderling.

## Toepassingen
Een bepaalde mate van ruimtelijk inzicht is in het dagelijks leven onmisbaar, al was het maar om in de keuken bepaald bestek terug te kunnen vinden. Specifieker is in verschillende beroepsgroepen een ver ontwikkeld ruimtelijk inzicht   noodzakelijk.
Architecten moeten zich op voorhand zo nauwkeurig mogelijk kunnen voorstellen hoe een door hen bebouwde ruimte er zal uitzien en hoe ze zich tot een complexer geheel, de stedelijke omgeving of het landschap, zal verhouden.
Chirurgen hebben een getrouw inwendig beeld nodig van omvang, vorm en ligging van de verschillende organen in het menselijk lichaam.
Luchtverkeersleiders moeten weten hoe het luchtruim is ingedeeld dat zij onder hun verantwoordelijkheid hebben, met daarin de denkbeeldige afbakeningen die er de ruimtelijke conventionele structuur van maken: luchtwegen, terminale ruimte, militaire zones. Bovendien moeten zij de bewegingsdimensie van de verschillende daarin evoluerende vliegtuigen op voorhand kunnen inschatten. Daaruit moeten zij risicovolle ontmoetingsplaatsen kunnen extrapoleren en zich een voorstelling maken van hoe de situatie er als gevolg van eigen ingrijpen zal uitzien.
Ook de boer op het land moet voldoende ruimtelijk inzicht hebben, net als de chauffeur op de weg, de piloot in de lucht of de kapitein op zee.
Ook sporters en kunstenaars, zoals beeldhouwers en kunstschilders, hebben dit inzicht sterk nodig.

## Uitersten
Sommige mensen hebben een sterk ruimtelijk inzicht, ook al zijn ze niet zo vlot in andere aspecten van redeneren. Omgekeerd kunnen verstandige mensen het heel moeilijk hebben met ruimtelijke opdrachten. Het is dan een van de hoofdkenmerken van de leerstoornis NLD (Non-verbal Learning Disabilities). Het gaat dan meestal om mensen die overwegend verbaal zijn ingesteld. Bij de meeste mensen echter sluit het ruimtelijk inzicht nauw aan bij het algemene niveau van inzicht. Ruimtelijk inzicht is wel een typische gave voor zogenaamde beelddenkers omdat die in staat zijn vele dimensies van een werkelijkheidsobject tegelijk te 'zien' en te evalueren, zonder daarbij noodzakelijk via woorden te hoeven gaan.